# 榊木春乃
榊木 春乃（さかき はるの）は日本の女性声優。主にアダルトゲームに声をあてている。

## 出演作品
太字は主役・メインキャラクター

### ゲーム

#### 2005年
- 姉×弟〜メイド喫茶細腕繁昌記〜
- こどものひみつ（一ノ瀬 キララ）
- Temptation2（楠宮 沙耶香）
- 爆裂乙女SEXYマリィ（夢野 まりあ）

#### 2006年
- 奥様は○学生（小宮山 雪江）
- 学園天獄 〜巨乳でイキまくり〜（伊唐 涼子、綾乃）
- くのいち・咲夜 「忍びし想いは恥辱に濡れて……」（咲夜）
- 奴隷な彼女2（井上 ひなた）
- ぴん☆すた 〜絶頂皆伝3姉妹〜（杉村 陽菜）
- 窓ごしの部屋3（美樹）
- まほ☆がく 〜まほろば国際防衛学校付属学園〜（一之瀬 奈月）

#### 2007年
- H24/7 -Twenty Four/Seven-（いづみ）
- お祓いお姉さん! 〜弟を誘惑しなさいっ〜（東雲 乙香）
- 温泉女将よがり鳴き 〜雪国の未亡人母娘（白鳥 美雪）
- からふるエデュケーション（妙蓮寺 茶恵）
- 監獄戦艦 〜非道の洗脳改造航海〜（リエリ・ビショップ）
- ふぇら・ふぇちっ!（涼原 桃華）
- blue note
- 爆乳痴漢トレイン ぼくらの勇気 痴漢都市（高月 水瀬）
- 牝教師2 〜淫従の螺旋〜（飾森 梓）
- 凌辱学園長／奴隷倶楽部 〜読心調教録〜（草薙 のばら）

#### 2008年
- 哀玩姉妹 〜媚肉廻し喰い〜（最上 優帆）
- 淫夢学園「だめ……こんなになっちゃうのは夢の中だけなの……!」（桜木 柚香、榎本 佐恵子）
- 学園催眠隷奴 〜さっきまで、大嫌いだったはずなのに〜
- 精霊騎士アクエアル 隷属の花嫁（アクエアル）
- 操心術3（剣崎 沙織里、バスケ部員 A、合唱部員 A、鴫原 璃砂、生駒 琴子、中村 朋美）
- 対魔忍ムラサキ 〜くノ一傀儡奴隷に堕つ〜（イングリッド）
- ヒロインズナイトメア Vol.1（夏美）
- 凌辱スカウト 〜アイドル専属契約〜（佐々本 茜）
- LILITH-IZM01 〜フェラ編〜（東雲 乙香）
- LILITH-IZM03 〜IFストーリー編〜（リエリ・ビショップ）
- 凛辱の城 傀儡の王（ヒスイ・ナギハラ）

#### 2009年
- 淫妖蟲 悦 〜怪楽変化退魔録〜（あざみ）
- M 〜お姉ちゃんの集中恥療!〜（春日井 A子）
- 彼女が見舞いに来ない理由（藤沢 あい）
- Spicy Spycy!（天座 黒翼）
- 聖天使ユミエル シャドークルセイド（羽連 真理／光翼天使マリエル）
- 美脚エージェント・麗華「くやしい! こんな卑怯なヤツに負けるなんて…」（秋月 はるか、愛）
- ボクがワタシになった理由 〜女装計画〜（名越 深樹）[1]
- 魔法少女イスカ（ティア）
- 満淫電車2（桜葉 美里）

#### 2010年
- 学園3 〜華麗なる悦辱〜（OPメイド）
- 監獄戦艦2 〜要塞都市の洗脳改造〜（リエリ・ビショップ）
- クラ☆クラ 〜CLASSY☆CRANBERRY'S〜（本多 世枝瑠）
- ぜったい遵守☆強制子作り許可証!!（桐島 美咲）
- 絶望師（瀧）
- 戦国魔姦（伊達 政宗）
- プレイ! プレイ! プレイ!（永瀬 奈々）
- 右手がとまらない僕と、幼なじみの姉妹（門倉 心乃）
- Reunion 〜3日間だけのプチ同棲〜（浅葱 華純）

#### 2011年
- 三射面談 〜連鎖する恥辱・調教の学園〜（天城 初音）
- JKと淫行教師6 〜ラブラブカップル寝取り編〜（野々原 真白）
- JKと淫行教師SP 〜渡る世間はエロ教師ばかり〜（野々原 真白）[2]
- ぜったい絶頂☆性器の大発明!! ─処女を狙う学園道具多発エロ─（高良 月乃）
- 対魔忍アサギ PREMIUM BOX（イングリッド）
- 電脳侵犯・キサラギ参事官「もうこれ以上、私の中に入ってくるな!」（竜宮 禰々）[3]
- 発情エクソシスト! 〜祓うと発情するお嬢様に仕えてます。〜（海姫）
- 魔法少女イクシア（イクシア）
- MISAO 〜淫辱忍法伝〜（雪代 操）
- LILITH-IZM06 〜デジアニメwithリリー&リリア外伝〜（リエリ・ビショップ）
- LILITH-IZM07 〜俺のペット編〜（海姫）[4]
- VenusBlood -ABYSS-（セレナ・オペコット）[5]
- 虐襲4（ネグ・ライオ）[6]
- やりすぎいたずら!イミングスクール（有奈 あくあ）[7]
- 紅炎の守護騎士キシャル（カラドリウス[8]）
- クロスオーバー こどものひみつ×放課後ニャンニャン倶楽部（一ノ瀬 キララ）[9]

#### 2012年
- 喰ヒ人（宝条 小春、小冬）[10]
- 鋼殻のアイ 〜潜在意識へのメス豚刻印〜（宮村 由香里）[11]
- 瞳の烙淫2 〜絶対不可避の審媚眼〜（野ノ峰 扇華）[12]
- LILITH-IZM08 のぶしと黒IZM （雪代 操）
- ベロちゅー!〜コスプレメイドをエロメロしちゃう魔法の舌戯〜（成瀬 真紀子）[13]
- てにおはっ! 〜女の子だってホントはえっちだよ?〜（江坂 春希）[14]
- おれつま! 〜オレがマンション管理人になったら人妻たちとちょっとイイコトできちゃうかも!?〜（高牧 沙織）[15]
- 絶体絶命少女（桃乃木 桃世）[16]
- くの一菖蒲 〜艶熟精堕淫舞〜（殺々）[17]
- Chaos Labyrinth -ケイオスラビリンス-（ドリアード(リリークリスティ[18]、ヤマタノオロチ(瑞姫)[19]）
- 対魔忍アサギ3/初回限定パッケージ版（イングリッド）[20]

#### 2013年
- GEARS of DRAGOON〜迷宮のウロボロス〜（ジルヴェット・マガリャン）[21]
- 巨乳ファンタジー外伝2（セレブリア[22]）
- 対魔忍アサギ3/ダウンロード版（イングリッド）[20]
- これでもか! 変態フェラチオづくし（高月 水瀬、最上 優帆、萩原 蓉子）
- とある家族の寝取られ模様 －家族哀－（八代 恭子）
- 牝教師3 ～淫悦の学舎～（吉井 灯子）
- エピデミック ～感染拡大～（平岡 美沙）
- 瞳の烙淫3 ～双眸の洗脳調教～（守永 奏子）
- 閃電の守護騎士ニィナ（カラドリウス）
- 兄貴の嫁さんなら、俺にハメられてヒイヒイ言ってるところだよ -sister-in-law is my fuck buddy-（藤嶋 静香）
- 陰陽騎士トワコ ～蛇神の淫魔調教～（夕闇）
- 装甲戦姫プリズムレイカー ～正義のヒロイン屈辱の洗脳催眠調教～（新道 初音）
- 監獄戦艦2 ～要塞都市の洗脳改造～ 完全版（リエリ・ビショップ）
- らぶ魔女! -LOVE MAJYO!-（神門 イチカ）
- VenusBlood -GAIA-（エステリア・バハムート）
- メイド超狂イク ～服従母娘、孤島の館での淫虐調教～（柴垣 望）
- 白濁姉妹 ～生意気なあの娘の顔にぶっかけろ!～（神崎 美優）
- 監獄戦艦3 ～熱砂の洗脳航路～（リエリ・ビショップ）

#### 2014年
- 対魔忍アサギ 決戦アリーナ（イングリッド、リリーナ、藤林木蓮）[23]
- 満淫電車2 インモラルエディション（桜葉 美里）
- 装甲戦姫プリズムシャイン ～正義のヒロイン堕落の洗脳調教～（新道 初音）
- リベンジルーム ～受胎を強要される地下室～（神武寺 美結）
- 弱みを握って人妻とその娘をパコってみた。 （椎名 亜樹）
- 奴隷な彼女 PREMIUM BOX（井上 ひなた）
- Knight & Princess（サーバル・バンナ）
- 導かれしモノ達の楽園 ～BEDLAM～（米倉 龍貴）
- 牝教師2 ～淫従の螺旋～ インモラルエディション（飾森 梓）
- 彼女はエッチで淫らなヘンタイ（木之崎 由乃）
- 淫猥催眠整体院 ～ビッチな女を清純に 人格変換マッサージ～（巴 礼子）
- ガチンコ! ビッチクラブ（宮崎 凛花）
- カスタムレイドV SE リメイク版（Lボディ/ヒロイン）
- 上司の奥さんの欲求不満を解消させて、身も心も寝取る話（有村 美咲）
- VenusBlood -HYPNO-（アルミランダ、葛の葉、エルナト）

#### 2015年
- 対魔忍アサギ 決戦アリーナ（イングリッド、リリーナ、藤林木蓮、雪代操）[23]
- わたしの勇者は多重神格者 EPISODE4:「ナキメ・ダーインスレイヴ」（ダーインスレイヴ）
- HD版・爆乳痴漢トレイン ～ぼくらの勇気 痴漢都市～（高月 水瀬）
- 先輩と上司と後輩の奥さんを身も心も寝取る話 ～アフターストーリー＆ハーレムシナリオ～（有村 美咲）
- 巨乳ファンタジー デジタルノベライズ版（セレブリア）
- 犯し屋さんに狙われた!（永坂 唯）
- リバイブ ～幽霊生活はパラダイス～（謎の和装美人）
- 淑母の疼き2 ～熟れた人妻から漂う“女”の色香～（西條 成美）
- Love and Peace（二階堂 まどか、明智 ももか）
- 姉妹となう｡（蓮花寺 塔子）
- 学園3 ～華麗なる悦辱～ インモラルエディション（OPメイド）

#### 2016年
- 即イキびしょぬれアスリート! 潮吹き絶頂するアスリートヒロインたち（比奈村 佳苗）
- HD版・哀玩姉妹 ～媚肉廻し喰い～（最上 優帆）
- 三射面談 ～連鎖する恥辱・調教の学園～ インモラルエディション（天城 初音）

#### 2017年
- VenusBlood -RAGNAROK-（ナンナ・オーディン二世）
- 湯けむり人妻慕情旅 ～ゆきずりの関係を結ぶ女たち～（西野 静香）
- VenusBlood -BRAVE-（ラーガル）
- 饗宴の赤 ～読心調教録～（草薙 のばら）

#### 2018年
- エルフ種付け牧場（メルヴィ）
- VenusBlood:Lagoon（エデン）

#### 2019年
- 屈辱2（相馬 真奈美）
- 無能転移者でも巨根なら勇者母娘と魔王を孕ませてハーレム魔王軍を作れる!（カーラ）

#### 2020年
- 孕ませオナホ退魔剣士学園 ～巨根劣等生がエロ魔術で最強の爆乳牝たちを堕して肉便器ハーレムチームを作る!～（如月 千影）
- 邪淫のいけにえ3 ～新章:ねらわれた学園～（深草 稲穂）
- 陰陽騎士トワコ ～蛇神の淫魔調教～ Animation（夕闇）

#### 2021年
- フタナリ母と拷問娘（天城 美紗樹）[24]

#### 2022年
- 進軍ゴブリン軍団 〜人類総苗床化作戦〜（頭領・燐）[25]
- VenusBlood AfterDays Episode 7 救世の竜少女（テリア）
- VenusBlood DarkChronicle Episode 3 竜少女は人形に堕つ（テリア）
- 女神狩り ～世界を救ったのに封印されかけたので女神たちに復讐! 孕ませオナホにしてハーレム楽園を作る!～（シェリス[26]）

#### 2023年
- 進軍ゴブリン軍団2 ～淫獣軍VS. INTRUDER～（燐）
- ハーレム×楽園 - Harem × Shangri-La -（五辻 みとね）
- VenusBlood GAIA International（エステリア・バハムート、テリア、エナ、リトルウィスパー）[27]

#### 2024年
- 友達の巨乳ママは全部オレのモノ!友母寝取り孕ませハーレム（敦子）

#### 2025年
- Venus Blood VALKYRIE（ブリーデ、キュリアン）
- * 巨乳な友達の母を若い巨チンで寝取って孕ませハーレムを作る話（梨々花）

### アダルトアニメ
- リゾートBOIN“リゾートBOIN”.   milky（ミルキー）. 2019年12月14日閲覧。

### ドラマCD
- 魔界騎士イングリッド抱き枕カバー バイブアクメエロCD付（イングリッド）

## インターネットラジオ
- マリ・春乃・ありすの絶対リリス2
- マリと春乃の絶対リリス2.5